# 抜け荷
抜け荷（ぬけに）は江戸時代に幕府の禁令を破って行われた密貿易である。主として日本に来航したオランダ人や中国人を相手に行われた。

## 概要
寛永年間（1624年 - 1644年）以後、日本の貿易は長崎に限られ、その後相手国は中国、オランダのみとされ、渡来船の数、貿易額などは制限された。また、貿易は特許商人によって行われ、元禄（1688年 - 1704年）以後は、長崎会所に限られた。以上の諸制限の外で貿易を行おうとするために抜け荷が発生した。
江戸幕府はその防止に努め、正徳4年（1714年）以来しばしば禁令を発して、禁を犯すものは死罪に処したが、後を絶たず、幕末に至るまで根絶しなかった。享保年間（1716年 - 1736年）は捕えた密商を釈放して、逆にこれを抜け荷の監察に用いて効果を上げたこともあった。
有名なものには、延宝4年（1676年）に捕えられ隠岐に流された長崎代官・末次平蔵茂朝、嘉永6年（1853年）、捕えられ死刑に処せられた加賀の銭屋五兵衛などがある。
多くは唐船との間で行われ、あらかじめ期を約して所定の航路外の海上で、夜間、取引を行うのが常とされ、中には唐人と通じて唐人館内で行う者もあり、また外船に漂流を装わせて、九州あたりの交通の少ない海岸で行う者もあった。後には唐、オランダ以外の国とも密貿易を行う者も生じた。以上は、外国船との密貿易である。
藩において、藩営専売仕法もしくはこれに類似した仕法を行って、特定商品を密かに藩外と売買することが禁じられた場合、これを犯すことをも、抜け荷と言った。一例が会津藩の「抜け蝋」であり、また阿波藩では藍の抜け荷を取り締まるために「抜荷制道役」を設けた。
なお、「ぬきに」（抜き荷、抜荷）という言葉もあるが、これは、船頭が、回送を委託された荷主の商品を抜き取って私販することをいう。

## 関連文献
- 山脇悌二郎『抜け荷 : 鎖国時代の密貿易』日本経済新聞社〈日経新書〉、1965年。全国書誌番号:65002270。